# Devia prospera
Devia prospera – gatunek chrząszcza z rodziny kusakowatych i podrodziny rydzenic. Zamieszkuje palearktyczną Eurazję od Europy Zachodniej po Wyspy Japońskie.

## Taksonomia
Gatunek ten opisany został po raz pierwszy w 1839 roku przez Wilhelma Ferdinanda Erichsona pod nazwą Oxypoda prospera. Wyznaczony został gatunkiem typowym rodzaju Dasyglossa, któremu w 1952 roku Richard Eliot Blackwelder zmienił ze względu na homonimię nazwę na Devia.

## Morfologia
Chrząszcz o wydłużonym ciele długości od 3,5 do 4,5 mm. Czułki budują luźno zestawione człony, z których trzeci jest dłuższy niż drugi. Powierzchnia głowy pozbawiona jest grubych punktów. Żuwaczki mają na krawędziach wewnętrznych silny ząb umieszczony przedwierzchołkowo. Szerokość przedplecza nie jest większa od szerokości pokryw. Odnóża tylnej pary mają człon pierwszy dłuższy niż ostatni. Owłosienie goleni pary przedniej i środkowej jest niezmodyfikowane. Kompletne tergity odwłokowe od pierwszego do trzeciego mają wciski u podstawy. Odwłok nie jest spiczasto zwieńczony.

## Ekologia i występowanie
Owad rozmieszczony głównie w górach i na podgórzach, po powodziach znajdywany też na nizinach. Zasiedla pobrzeża wód płynących i lasy łęgowe. Bytuje pod opadłym listowiem, gnijącymi szczątkami roślinnymi oraz wśród porastających stare olsze i wierzby mchów.
Gatunek północnopalearktyczny. W Europie znany jest z Francji, Niemiec, Szwajcarii, Austrii, Włoch, Szwecji, Norwegii, Finlandii, Polski, Czech, Słowacji, Węgier, Chorwacji i europejskiej części Rosji. W Azji notowany jest z syberyjskiej i dalekowschodniej części Rosji, Iranu i Japonii.
Na „Czerwonej liście gatunków zagrożonych Republiki Czeskiej” umieszczony jest jako gatunek narażony na wymarcie (VU).